# Муханов, Александр Ильич
Алекса́ндр Ильи́ч Муха́нов (8 (19) января 1766 — 29 октября (10 ноября) 1815) — действительный статский советник, шталмейстер из рода Мухановых. При Павле I и Александре I служил последовательно казанским, полтавским и рязанским губернатором, но хорошей памяти в этих городах не оставил.

## Биография
Родился 8 (19) января 1766 года в семье полковника Ильи Ипатовича Муханова (1721—1799) и Прасковьи Фёдоровны, урожд. Сафоновой (1727—1790). Внук контр-адмирала Ипата Калиновича Муханова, одного из сподвижников Петра I. Брат Сергей Муханов — обер-шталмейстер двора императрицы Марии Фёдоровны.
Служить начал в 1775 году в Конногвардейском полку. В чине полковника перешёл на гражданскую службу. Состоял вице-губернатором в Новгороде, затем 5 апреля 1799 года в чине действительного статского советника был назначен губернатором в Казань. По обвинению в злоупотреблениях был уволен с должности в ноябре 1801 года и отдан под суд. Однако в мае 1805 года был возвращён на службу в качестве полтавского гражданского губернатора. С 17 марта 1806 года по 27 марта 1811 года занимал должность Рязанского губернатора. С 27 марта 1811 года был пожалован в шталмейстеры Высочайшего двора, директором дворцовых конских заводов и присутствующим в конской экспедиции.
Во время отечественной войны, после занятия войсками Наполеона Москвы бывший губернатор и его семья удалились в поместье Савватьма Елатомского уезда Тамбовской губернии.
Умер 29 октября (10 ноября) 1815 года. Похоронен в Москве в Новодевичьем монастыре.

## Рязанский губернатор
Время губернаторства А. И. Муханова не сильно отразилось в истории Рязанской губернии. Александр Ильич по натуре являлся барином, не утруждавшим себя работой, которую он поручал подчинённым. Значительную часть рабочего времени проводил в столице и других городах, бывая в Рязани лишь изредка. Такое отношение к обязанностям прощалось благодаря поддержке брата — обер-шталмейстера императрицы Марии Фёдоровны, матери императора Александра I. Особое внимание губернатор уделял лишь тем делам, которые интересовали его лично.
В 1806 году по высочайшему повелению княгине Трубецкой выделили ссуду из государственной казны на строительство в селе Федоркино (ныне Гришино) Рязанской губернии стального завода, который стал производить «стальные ножи, вилки, лекарственные, слесарные, математические и столярные инструменты, ножницы, бритвы и конские приборы» и являлся «весьма полезным и к поддержанию нужным».
В 1807 году губернатор принял решение о создании на берегу Трубежа, напротив присутственных мест публичного сада. После получения разрешения императора была разбита аллея, посажены деревья, но на этом работы были остановлены. Только через несколько лет последующие губернаторы сумели их завершить.
Видную деятельность в Рязани во время губернаторства Муханова играл надворный советник и кавалер Пётр Алексеевич Мальшин. В 1807 году на его средства началось строительство каменного Скорбященского храма на территории одноимённого кладбища, а в 1808 году — на капитал в 15 000 рублей была выстроена каменная двухэтажная мужская богадельня.
В 1808 году губернскими и уездными властями была проведена большая работа по составлению самой подробной из всех существовавших до этого карты Рязанской губернии, предназначавшейся прежде всего для расквартирования воинских частей.

## Награды
- Орден Святого Иоанна Иерусалимского
- Орден Святой Анны 2-й степени
- Орден Святой Анны 1-й степени

## Семья
Жена — Наталья Александровна Саблукова (18.08.1778—05.07.1855), дочь сенатора А. А. Саблукова. Родилась в Петербурге, крещена 20 августа 1778 года в Симеоновской церкви. Их дети:
- Павел (1797—1871) — историк.
- Пётр (1799—1854) — декабрист.
- Екатерина (1800—1876) — замужем за ректором Московского университета А. А. Альфонским.
- Елизавета (1803—1836) — замужем за князем В. М. Шаховским, братом жены декабриста А. Н. Муравьёва.
- Михаил (1808—07.12.1815), похоронен в Новодевичьем монастыре.
- Николай (20.05.1814—15.03.1816), похоронен в Новодевичьем монастыре.